# Tatuerade Johansson

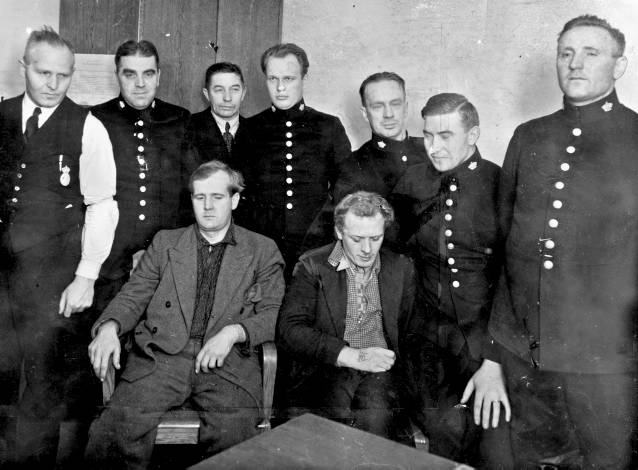
Poliser poserar på bild med Tatuerade Johansson (till höger) och Bildsköne Bengtsson när de båda efterspanade brottslingarna visas upp för pressen sedan de gripits hösten 1934 efter flera års jakt.

Tatuerade Johansson, egentligen Axel Folke Johansson, senare Folke Jydarp, född 8 december 1906, död 19 oktober 1984, gjorde sig känd som brottslingen Bildsköne Bengtssons kumpan. Tillsammans genomförde de en mycket uppmärksammad stöldturné under åren 1932−1934.

## Biografi
Som ung var Folke Johansson intagen på uppfostringsanstalten Bona i Östergötland. Under en period 1927 var han skräddargesäll i Österfärnebo där det i april 1928 föddes en pojke som Johansson enligt polisprotokoll från 1928 erkände som sin son. Vid den tiden hade han dock redan lämnat Österfärnebo och bodde istället hos sina föräldrar i Nyköping. Senare gick han till sjöss och det var under denna period som han skaffade sig de flesta av sina tatueringar.
1932 var Johansson intagen på Långholmens centralfängelse i Stockholm där han träffade den 13 år äldre Harald Bengtsson, alias Bildsköne Bengtsson. Efter frigivningen gav de sig tillsammans ut på en stöldturné som varade under åren 1932−1934. Den gängse uppfattningen är att det var Johansson som var den våldsamme av de båda och som vid ett flertal tillfälle hotade folk med pistol. De började sin turné i Norge vilket slutade med att de blev utvisade och eskorterade till svenska gränsen vid Svinesund efter att ha krockat och kört i diket med en stulen bil och hamnat på sjukhus. Efter detta genomförde de en omfattande turné över stora delar av Sverige som började i Göteborg och södra Sverige där de bland annat sprängde ett antal kassaskåp. De blev rikskända då de lyckades gäcka polisen i drygt två år och det var under denna period som Johansson tilldelades sitt öknamn Tatuerade Johansson. En koja i Göingeskogarna var deras bas det sista året. Sedan polisen upptäckt gömstället senhösten 1934 flydde de västerut och blev efter en vecka gripna utanför Göteborg. De blev fällda på cirka 150 punkter, som bland annat omfattade inbrott, sprängningar av kassaskåp och tre bilstölder.
Efter avtjänat straff ändrade Johansson sitt efternamn till Jydarp. Han avled 78 år gammal.